# Церковь Рождества Пресвятой Богородицы (Орловский)
Церковь Рождества Пресвятой Богородицы — православный храм в посёлке Орловский Орловского района Ростовской области; Волгодонская и Сальская епархия, Сальское благочиние.
Адрес: Ростовская область, Орловский район, посёлок Орловский, улица Коммунальная, 76.

## История
В 1912 году в станице Орловской был построен Храм Рождества Пресвятой Богородицы, представлявший собой молитвенный дом. В числе его прихожан было 15901 православных и 578 старообрядцев. Молитвенный дом был закрыт в 1939 году, но не разрушен. Снова открыт во время Великой Отечественной войны в 1942 году.
В сентябре 1980 года настоятелем молитвенного дома стал отец Алексий (Сергошин), который убедил руководство посёлка в необходимости косметического ремонта здания. Только в ноябре 2000 года под его же руководством был заложен фундамент нового, каменного храма, который строился преимущественно на пожертвования прихожан (в храме находится книга пожертвований, которую может почитать любой гражданин).
Основное строительство началось в 2003 году, освящён храм был 11 ноября 2004 года архиепископом Ростовским и Новочеркасским Пантелеимоном. Окончательно построен в 2006 году. В нём установлено 11 колоколов, сделанных в Воронеже. Самый большой из них — Благовест, весит 1260 килограммов и отлит на средства, пожертвованные Администрацией Ростовской области.
Настоятель храма — протоиерей Алексий Сергошин.